# Lac Benson
Pour les articles homonymes, voir Benson.
Le lac Benson (en anglais : Benson Lake) est un lac américain dans le comté de Tuolumne, en Californie. Il est situé à 2 311 mètres d'altitude au sein de la Yosemite Wilderness, dans le parc national de Yosemite.